# Lungenqualle
Die Lungenqualle (Rhizostoma pulmo) ist eine von drei Arten aus der Gattung Rhizostoma in der Familie der Wurzelmundquallen (Rhizostomatidae). Der wissenschaftliche Name beruht auf der Form im Medusenstadium. Durchschnittlich erreicht die Lungenqualle einen Schirmdurchmesser von 60 cm, kann in Einzelfällen aber auch bis zu 90 cm groß werden, was sie zu einer der größten im Mittelmeer vorkommenden Quallenart macht. Man kann sie leicht erkennen durch ihren weißen bis teilweise rosa Schirm mit einem blauen bis violetten Saum. Der Schirm besitzt Nesselzellen, welche aber nicht für den Menschen gefährlich werden können und nur in Ausnahmefällen zu einem Unwohlsein führen.
Sie ernährt sich ihr gesamtes Leben in all ihren verschiedenen Entwicklungsstadien hindurch von Plankton, das sich in ihren Armen verfängt.

## Verbreitung und Vorkommen
Die Lungenqualle kommt an allen europäischen Atlantikküsten, im Ärmelkanal sowie der Nord- und Ostsee vor und ist im kompletten Mittelmeer bis hin zum Schwarzen Meer verbreitet.
Sie ist die häufigste küstennahe Quallenart in diesen Gebieten. An der katalanischen Küste war sie in den Sommern von 2007 bis 2009 ebenfalls die am zweithäufigsten gesichtete Quallenart.
Ein Schwerpunkt ihrer Verbreitung bildet das Mar Menor, eine 135 km² große Meereslagune in Südostspanien, in der jährlich mehrere 100.000 Medusen gezählt werden. Medusen können ab Anfang Mai beobachtet werden, die Hauptzeit ist aber von Juli bis Ende September.
Weltweit ist die Anzahl der Quallen insgesamt ansteigend und es werden immer häufiger saisonale, massenhafte Auftreten von Quallen in Schwärmen beobachtet, sogenannte „Quallenblüten“. Dieses Phänomen wurde auch schon mehrmals bei R. pulmo beobachtet, zum Beispiel im Nord- und Südadriatischen Meer und im Schwarzen Meer. Solche Quallenblüten stellen ein enormes Problem für Tourismus und kommerzielle Fischerei dar, da dadurch große Mengen an toten Quallen an die Strände gespült werden und die Fischernetze ebenfalls von ihnen verstopft sind.
Über die Gründe und Voraussetzungen dafür kann bisher nur spekuliert werden, es wird jedoch vermutet, dass dieses Phänomen mit einer ansteigenden Wassertemperatur zusammenhängt, da sich die Quallen dann besser entwickeln können sowie mit dem Rückgang der Prädatoren durch Überfischung.
Im Frühjahr und Frühsommer 2021 war eine solche "Quallenblüte" von außergewöhnlicher Zeitdauer und Verbreitung an der oberen Adria, vor allem in der Nähe der Küstenstadt Triest, zu beobachten.

## Lebenszyklus und Anatomie
Der Lebenszyklus der Lungenqualle ist gekennzeichnet durch einen Wechsel von benthischer zu pelagischer Lebensweise sowie sexueller und asexueller Fortpflanzung.
Adulte Medusen pflanzen sich sexuell fort, indem sie ihre Keimzellen in das Freiwasser abgeben, wodurch sich eine befruchtete Eizelle bildet. Diese entwickelt sich dann zur sogenannten Planulalarve, welche zweischichtig (Endo- und Ektoderm) und bewimpert ist. Diese setzt sich dann an einem Felsen fest, wodurch die benthische Phase des Lebenszyklus beginnt. Sie entwickelt sich zu einem Polypen, dem Scyphostoma. Dieser hat eine ungefähre Länge von 1,7 mm und durchschnittlich 16 Tentakel, welche das Peristom (Mundscheibe) säumen und der Ernährung dienen. Der Scyphostom ist in der Lage, sich asexuell fortzupflanzen, durch sogenannte Knospung an Calyx (Kelch) und Stiel und dadurch andere Polypen zu erzeugen. In diesem Stadium wird der Winter überdauert und es wird außerdem vermutet, dass der Polyp mehr als einen Winter überstehen kann und somit mehrjährig ist.
Die Scyphostoma produzieren dann Ephyralarven, das nächste Entwicklungsstadium, durch einen Prozess der sich Strobilation nennt. Dabei wird der Calyx verlängert und die Mundscheibe verdickt sich, woraufhin direkt unter der Tentakelkrone eine Einschnürung entsteht. Danach sitzt der Ephyra-Vorläufer (Primordia) auf dem Scyphostom. Dieser Prozess kann bis zu 8 mal wiederholt werden, wobei alle Vorläufer dann gleichzeitig auf dem Polypen sitzen. Die Entwicklung dieser Vorläufer vollzieht sich ebenfalls simultan und sie werden dann gleichzeitig ins Freiwasser abgegeben. Der Polyp benötigt danach ungefähr zwei Wochen, um wieder zu adulter Größe heranzuwachsen um weitere Ephyrae zu produzieren.
Ephyrae haben einen Durchmesser von 3,5 mm, besitzen acht Arme und sind pelagisch. Die Entwicklung zum Medusenstadium ist durch acht Phasen gekennzeichnet. Dabei vollzieht das gastrische System Veränderungen und die charakteristischen Strukturen am Ende der Arme bilden sich aus. Die Entwicklungsdauer hängt stark von Temperatur und Umgebung ab. Die juvenile Meduse hat dann einen Schirmdurchmesser von 5–10 cm und acht Arme.

## Bedeutung für den Menschen
Rhizostoma pulmo wird gelegentlich von Fischern der Türkei im östlichen Mittelmeer gefangen. Der geschätzte Ertrag beträgt pro Jahr durchschnittlich ca. 100 Tonnen.